# 锡安主义社会主义工人党
锡安社会主义工人党（俄语：Сионистско-социалистическая рабочая партия），常简称“锡安社会主义者”或“SS”（源自其俄语首字母），是俄罗斯帝国历史上的一个锡安主义和社会主义政党，成立于1904年，源自“复兴”团体。
该党于1905年在敖德萨召开了成立大会。同年，该党派出代表团，其中包括纳赫曼·西尔金，参加了第七次锡安主义大会。然而，尽管主流的锡安主义运动拒绝在以色列以外的地方建立犹太国家，俄国的这一党派支持在巴勒斯坦之外建立犹太人的领土自治。此外，尽管该党的目标是领土自治，但它的大部分精力投入到在俄罗斯的革命活动中。像其他俄罗斯革命团体如“民粹派”一样，该党支持使用恐怖主义作为反抗现有体制的手段。
纳赫曼·西尔金、雅各布·列茨琴斯基、沃尔夫·拉茨基-巴托尔迪和舍穆尔·尼格尔是该党的主要领导人之一。
该党在1905年俄国革命中发挥了积极作用。
在1905年第七次世界锡安主义大会上，世界锡安主义组织在激烈辩论后正式拒绝“乌干达计划”（即建议将犹太人重新安置到东非）。该党支持西奥多·赫茨尔和这一计划。对此，该党及其他领土主义者从世界锡安主义组织中退出。
该党迅速壮大，成为仅次于“崩得”的第二大犹太人工人政党。该党组织了“中立”工会，反对“崩得”的工会。到1906年底，党派宣称有27000名成员。然而，1906年以后，该党的影响力急剧下降，许多领导人流亡到西欧。该党的中央机构是每周出版的意第绪语报纸《新道路》，该报于1906年—1907年在维尔纽斯出版，但在1907年被俄国当局关闭。
在1907年第二国际的斯图加特大会上，社会党国际局决定给予该党在大会上的咨询表决权。然而，1年后，这一决定被推翻。
1911年，该党与犹太社会主义工人党、锡安工人联合向社会党国际局提出呼吁，请求国际承认犹太人的民族性。
1917年，该党与犹太社会主义工人党合并为联合犹太社会主义工人党。